# Zinkivskyi (huyện)
Huyện Zinkivskyi (tiếng Ukraina: Зіньківський район, chuyển tự: Zinkivskyis’kyi raion) là một huyện của tỉnh Poltava thuộc Ukraina. Huyện Zinkivskyi có diện tích 1361 km², dân số theo điều tra dân số ngày 5 tháng 12 năm 2001 là 42308 người với mật độ 31 người/km2. Trung tâm huyện nằm ở Zinkiv.